# Thanet (district)
Thanet est un district non-métropolitain du comté du Kent. L'île de Thanet constitue la majeure partie du district. Les principales villes du district sont Margate, Ramsgate et Broadstairs.

## Liste des 10 paroisses constituant le district
- Acol
- Birchington-on-Sea
- Broadstairs and St Peter's
- Cliffsend
- Manston
- Minster
- Monkton
- Ramsgate (ville)
- Sarre
- St Nicholas-at-Wade